# Kishegyi Árpád
Kishegyi Árpád (eredeti nevén Kleinberger Árpád) (Budapest, 1922. november 16. – New York, 1978. április 4.) operaénekes (tenor). Évtizedeken át az Operaház vezető buffó- és karaktertenorja volt. Villányi Dániel zongoraművész nagyapja.

## Élete

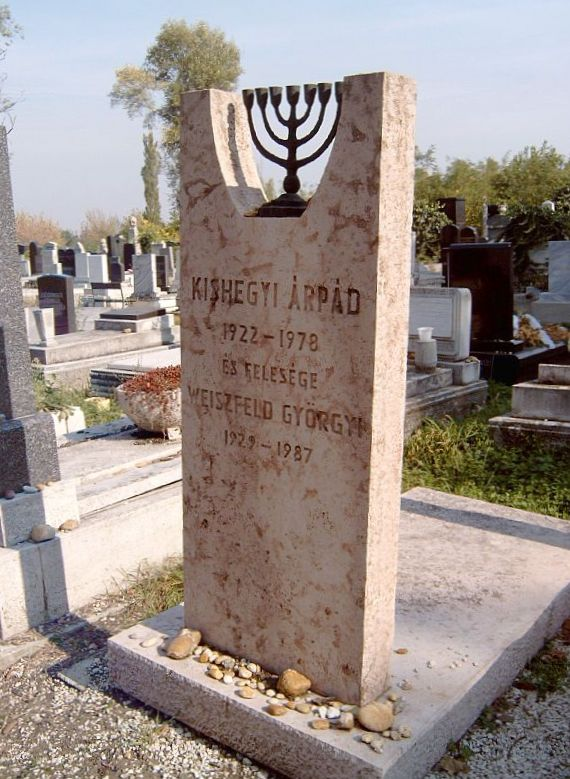
Sírja a Kozma utcai izraelita temetőben. Doszpod Tibor és Fekete Tamás alkotása

Ötgyerekes, szegény zsidó családból származott. Szülei hitközségi alkalmazottak voltak. Egyik testvére sakknagymester.
Színpadi pályáját Lakner Bácsi Gyermekszínházában kezdte. (Az itt szerzett rutin operai tevékenységére is jó hatással volt.) 1937-től a Szalmás-, 1939-től a Vándor-kórusban énekelt. A második világháború alatt Sopronban volt munkaszolgálatos, ahonnan megszökött. Budán szabadult fel.
Operai debütálása 1946-ban, Pedrillo szerepében (Mozart: Szöktetés a szerájból) volt a rövid életű Vígopera színpadán. 1947-ben szerződtette a Magyar Állami Operaház, melynek élete végéig tagja volt. Az ötvenes években állandóan szerepelt a Gördülő Opera előadásain, 1965-ben egy olasz staggioneval turnézott. Amerikai vendégjáték közben halt meg. Sírja Budapesten, a Kozma utcai izraelita temető művészparcellájában található [5B–1–15].
Három évtizeden át az Operaház vezető buffó- és karaktertenorja volt. Sikereit hangja mellett kivételes színészi játékának, humorának köszönhette. Szívesen énekelt operettet is.

## Szerepei
- Auber: Fra Diavolo – Beppo
- Berté: Három a kislány – Franz Schubert
- Bizet: Carmen – Remendado
- Britten: Koldusopera – Harry
- Csajkovszkij: Jevgenyij Anyegin – Triquet
- D'Albert: Hegyek alján – Nando
- Gershwin: Porgy és Bess – Peter
- Huszka: Gül baba – Zulfikár
- Kacsóh: János vitéz – A francia király
- Kenessey Jenő: Arany meg az asszony – Hinkó
- Lehár: A víg özvegy – Bogdanovics
- Lehár: A mosoly országa – Lichtenfels gróf, Főajtónálló
- Lehár: Luxemburg grófja – Lanchester
- Minkov: Varázslatos muzsika – Vörös bohóc
- Mozart: Szöktetés a szerájból – Pedrillo
- Mozart: Figaro házassága – Don Curzio
- Mozart: A varázsfuvola – Monostatos
- Muszorgszkij: Borisz Godunov – Miszail, A falu bolondja
- Muszorgszkij: Hovanscsina – Írnok
- Offenbach: Szép Heléna – Ajax
- Offenbach: Hoffmann meséi – András, Cochenille, Franz, Pitichinaccio
- Petrovics Emil: Bűn és bűnhődés – Részeg
- Polgár Tibor: A kérők – Wilhelm
- Prokofjev: Három narancs szerelmese – Truffaldino
- Puccini: Pillangókisasszony – Goro
- Puccini: Bohémélet – Benoit
- Puccini: Gianni Schicchi – Gherardo
- Puccini: A Nyugat lánya – Nick
- Puccini: Turandot – Pang
- Ravel: Pásztoróra – Torquemada
- Johann Strauss d. S.: A denevér – Dr. Blind
- Richard Strauss: Salome – Harmadik zsidó
- Richard Strauss: A rózsalovag – Faninal udvarmestere
- Richard Strauss: Ariadne Naxos szigetén – Táncmester
- Szokolay Sándor: Hamlet – Első sírásó
- Verdi: A végzet hatalma – Trabuco
- Verdi: Falstaff – Bardolf
- Wagner: A nürnbergi mesterdalnokok – Dávid, Balthasar Zorn
- Wagner: Trisztán és Izolda – Pásztor
- Wagner: A Rajna kincse – Mime
- Wagner: Siegfried – Mime
- Weill: Mahagonny városának tündöklése és bukása – Jack O'Brian

## Magyar Rádió
- Kemény Egon – Gál György Sándor – Erdődy János: „Komáromi farsang” (1957) Daljáték 2 részben Csokonai Vitéz Mihály – Ilosfalvy Róbert, Zenthe Ferenc, Lilla – Házy Erzsébet, Korompai Vali, Deák Sándor, Gönczöl János, Berky Lili, Bilicsi Tivadar, Szabó Ernő, Hlatky László, Fekete Pál, Majordomus - Kishegyi Árpád, Lehoczky Éva, Völcsey Rózsi, Gózón Gyula, Rózsahegyi Kálmán A Magyar Rádió Szimfonikus Zenekarát Lehel György vezényelte Zenei rendező: Ruitner Sándor Rendező: László Endre

## Filmjei
- Közbejött apróság (1966)
- Nem várok holnapig... (1967)
- Házasodj, Ausztria! (tv, 1970)
- Egy esküdtszéki tárgyalás (tv, 1971)
- A palacsintás király (tv, 1973)
- Vendégek (tv, 1974)

## Diszkográfia
- Kemény Egon – Gál György Sándor – Erdődy János: „Komáromi farsang” daljáték, Breaston & Lynch Média, 2019

## Díjai, kitüntetései
- 1965 – Liszt Ferenc-díj
- 1974 – Érdemes művész
- 1976 – SZOT-díj
- 2009 – A Magyar Állami Operaház örökös tagja (posztumusz)